# Capitelli (palazzo della Ragione di Bergamo)
I capitelli del palazzo della Ragione di Bergamo sono architettonici che ospitano e raccontano la storia di Bergamo nel XII secolo alla nascita del nuovo comune.

## Storia
Il palazzo della Ragione fu edificato nel XII secolo, e presenta nella parte a pianterreno l'ampio portico che collega piazza del Duomo, la più importante sotto l'aspetto del potere religioso con la vicinanza al palazzo vescovile, con piazza Vecchia. Per questo motivo la facciata verso l'antica basilica di San Vincenzo era la più importante e presentava anche un'ampia gradinata d'accesso. Questa parete, come tutto l'edificio fu ampiamente modificata una prima volta nel Cinquecento dopo l'incendio del 1513 dall'architetto Pietro Isabello, e successivamente quando nell'Ottocento fu edificato il protiro della chiesa alessandrina. L'edificio conserva però i pilastri perimetrali e i relativi capitelli che, anche se alcuni parzialmente illeggibili, presentano una raffigurazione molto arcaica, ma molto rappresentativa della situazione politica e sociale del territorio cittadino.

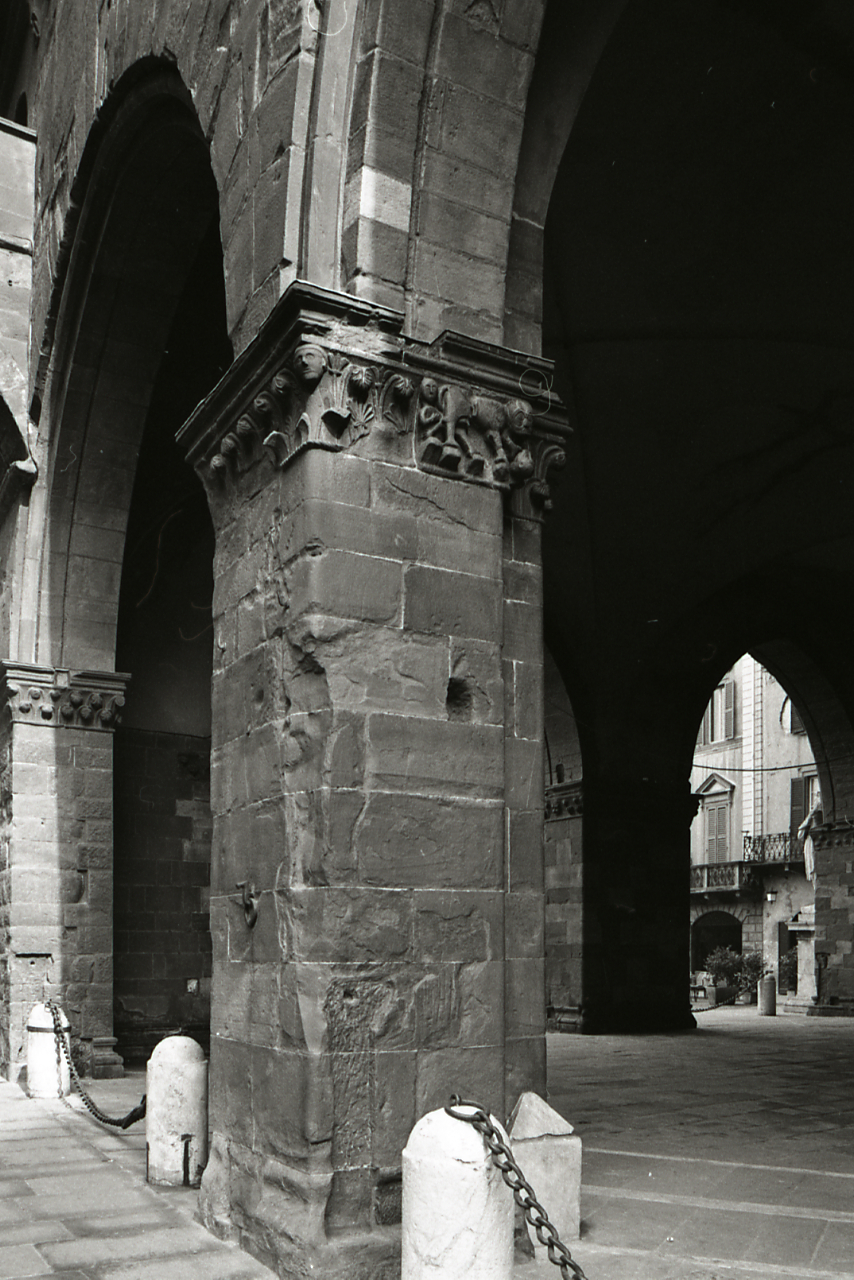
Paolo Monti - Porticato del palazzo della Ragione

L'ampio porticato presenta nella parte centrale colonne di restauro, ma grossi pilastri perimetrali a sezione quadrangolare che reggono archi a sesto leggermente acuto.

## Descrizione

### Capitelli della parete sud
Sulla parete a sud, volta verso la basilica di Santa Maria Maggiore, il porticato presente tre arcate di cui una di maggior misura 590 cm e una di 310 cm che però è nascosta dal pronao del duomo stesso risalente alla fine dell'Ottocento.
Il capitello del primo pilastro verso sinistra, chiamato “pilastro della concordia”, presenta la raffigurazione di una serie di personaggi, che anche se questa parte è molto consumata, dovrebbero esser sette, tra i quali, nella parte angolare, tre uomini scolpiti nelle medesime altezze quindi aventi il medesimo potere, ma che presentano sul bordo delle vesti simboli differenti che rappresentano i simboli araldici delle vicinie cittadine a indicare una raggiunta democrazia che univa tutti i quartieri della città, permettendo a ognuna di loro di avere un rappresentante tra il consiglio cittadino. I tre personaggi raffigurano il podestà, che stringe tra le mani le chiavi della città, e due consoli. Il podestà ha sul petto un simbolo che potrebbe essere un sole raggiato, anticipo di quello che diventerà simbolo di Bergamo.
Il capitello del secondo pilastro in arenaria grigia, precedente il 1198, raffigura sempre nella parte angolare, la nascita del potere legislativo. Vi è scolpito un personaggio che è il “maestro dei cives,” raffigurato con gli occhi ben spalancati atto a reggere il libro detto “del maleficio” che raccoglie le sentenze di condanna. Il libro era conservato in tre copie in un vano blindato presente nel porticato. Il capitello del terzo pilastro, raffigura sempre nella pietra angolare un personaggio con le ali. Questo regge un rotolo di pergamena dove è scritta la legge che da orale diventa scritta. A fianco dell'angelo vi sono raffigurati due falchi e un'aquila, di cui due poggiano sulla base, mentre uno è in volo animali altamente simbolici a cui si attribuisce la virtù dell'attenzione che sia l'animale cacciatore che preda deve avere, la medesima attenzione deve essere del legislatore, che raffigurato con le ali, a rappresentare la legge che scende sulla città in forma sacrale, perché sacra deve essere la legge per la comunità cittadina. I tre pilastri raffigurano quindi il potere legislatore, esecutivo e giudiziario importanti del luogo e rappresentati nella nuova aristocrazia. 

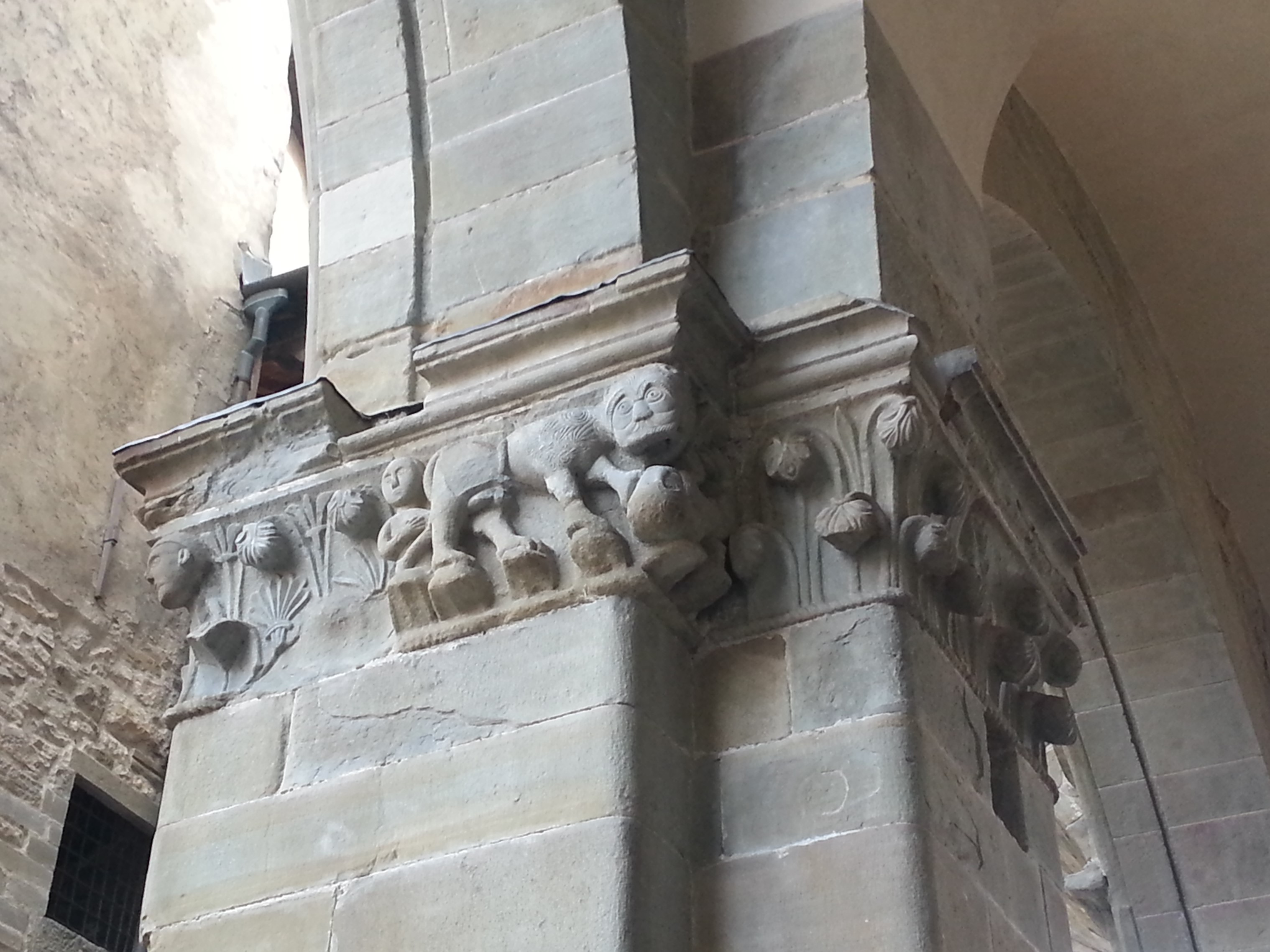
Particolare del capitello posto verso il palazzo del Podestà, raffigurante un leone con il cucciolo

### Capitelli della parete a est
Questa nuova forma cittadina è ben raffigurata nei pilastri posti nella parte orientale del porticato, quello volto verso il palazzo del Podestà. Il capitello del primo pilastro, ospita la raffigurazione di un giardino ben curato con i frutti dell'orto. Vi sono due fiori accanto a due persone. Una indossa una veste molto ricca e rappresenta la parte ricca della città, e l'altro ignudo rappresentando la parte povera. Entrambi sono genuflessi nell'atto di forzare tutto il corpo per reggere la trabeazione. Le braccia premono infatti sulle ginocchia, mentre le spalle arcuate esprimono un notevole sforzo nel sostenere il palazzo. Tra di loro due oche che hanno i colli attorcigliati. L'oca raffigura sotto l'aspetto iconografico l'attenzione, riprende, infatti, le Oche del Campidoglio, e anche la fedeltà, si riteneva infatti che vi fosse eterna fedeltà del maschio dell'oca sulla femmina. Il medesimo soggetto presente sull'altro lato del capitello anche se si presenta molto deteriorato, e raffigura due uomini che posti su di un ginocchio reggono con la forza delle braccia il palazzo. Questa spinta e controspinta di masse umane che diventano architettoniche ma rappresentano la parte democratica della cittadinanza che deve trovare una soluzione alle differenti problematiche a mezzo di incontri e dibattiti, e che concede a tutti i medesimi diritti di rappresentanza.
La creazione dei pilastri ha sicuramente, nella sua rappresentazione, origine dal libro di Mosè del Brolo Liber bergomunus del 1120, quindi precedente, ma che ben presenta quello che doveva essere un progetto societario a cui poi si ispirarono i nuovi cittadini.
Il capitello successivo raffigura un uomo posto in un giardino ben curato che tiene una mano sul cuore e l'altra alla vita, forse a fermare la spada che teneva cinta sul fianco. Accanto a lui è raffigurato un leone con il leoncino. Nel periodo il leone era considerato un animale molto attento, sapeva, infatti, cancellare le sue tracce, inoltre si diceva che il leoncino nascesse morto ma che il suo alitare il fiato per tre giorni lo faceva rinascere, chiaro assonanza con il Padre e il Figlio della religione cristiana. Un animale che sapeva usare forza ma anche clemenza.
Il pilastro presenta anche la raffigurazione di strani mascheroni che pare nascono dal fogliame, e sono la rappresentazione di grilli. Sono il desiderio di semplificare il linguaggio complicato delle altre immagini, inoltre divertire e decorare.
Molti altri capitelli delle colonne portanti il palazzo, raffigurano verdure, a indicare il “brolo”, quel terreno ben curato e coltiva intorno alle case.